# Salvador Claramunt Rodríguez
Salvador Claramunt Rodríguez (Barcelona, 1943 - 21 de abril de 2021) fue un historiador y profesor de la Universidad de Barcelona.

## Biografía
Inició sus estudios de Filosofía y Letras en la Universidad de Barcelona en 1962, acabando en 1967 con el premio extraordinario de licenciatura. Posteriormente, realizó sus estudios de doctorado, titulándose su tesis La formazione del Patrimonio del Colegio di Spagna segles XIV- XV, en el Real Colegio de España de Bolonia, obteniendo la máxima calificación y el premio Silvio Perozzi en 1969. 
De la mano de Emilio Sáez Sánchez en 1968 entró a trabajar en la Universidad de Barcelona como profesor ayudante, siendo posteriormente profesor adjunto interino (1971-1972), profesor agregado interino (1972-1976), profesor agregado numerario (1976-1984), catedrático numerario de Historia Medieval (1984-2014) y catedrático emérito de Historia Medieval (2014-Actualidad). También desempeñó diversos puestos en la administración universitaria como decano de la facultad de Geografía e Historia de la Universidad de Barcelona (1980-1992), presidente de la División de Ciencia Humanas y Sociales (1992-1998) y vicerrector de Actividades Culturales y Patrimonio (1998-2008).
En el terreno cultural, Claramunt ha sido presidente de la Comisión Permanente del Congreso de Historia de la Corona de Aragón (1996-Actualidad), organizando los congresos de Nápoles (1997), Barcelona-Lérida (2000), Valencia (2004) y Zaragoza (2012). Además, fue el presidente de la Sociedad Española de Estudios Medievales (2006-2013). Fue nombrado académico correspondiente de la Real Academia de la Historia en 1992 y de la Academia Nacional de la Historia de la República Argentina en 1998. Debido a su labor cultural y en el campo de la historia medieval fue nombrado Cavaliere Commendatore de la Repubblica Italiana en 1993 y recibió la Gran Cruz de Alfonso X el Sabio en 1999.

## Investigación
La investigación histórica realizada por el doctor Claramunt versa sobre tres ejes diferenciados, que son: la vida en la Edad Media, destacando principalmente su interés en torno a la muerte y la asistencia a los pobres en la Barcelona de la Baja Edad Media; el mundo universitario y de la Cultura, en el que se ha interesado principalmente en la fundación y desarrollo de las universidades medievales, especialmente las de la Corona de Aragón, y la alta cultura; y la historia política y social de la Corona de Aragón, interesándose especialmente en la unión y desarrollo posterior de la Corona de Aragón y de la política matrimonial de la casa condal de Barcelona.